# Onthophagus quadriarmatus
Onthophagus quadriarmatus är en skalbaggsart som beskrevs av Leon Fairmaire 1892. Onthophagus quadriarmatus ingår i släktet Onthophagus och familjen bladhorningar. Inga underarter finns listade i Catalogue of Life.